# Československá hokejová liga 1986/1987
44. ročník 1986/87 se hrál pod názvem I. liga.

## Herní systém
12 účastníků hrálo v jedné skupině nejprve dvoukolově systémem každý s každým. Poté následovala tzv. nadstavbová část, kdy se mužstva umístěná po 22. kole na sudých místech utkala s mužstvy umístěnými na lichých místech dvoukolově, odvety se hrály bezprostředně po prvním utkání, a to na hřištích soupeřů. Výsledky z předchozích 22 kol se započítávaly.
Po takto odehraných 34 kolech se hrálo systémem play-off, kdy se utkali soupeři umístění na 1. a 8. místě, na 2. a 7. místě, na 3. a 6. místě a na 4. a 5. místě na 2 vítězné zápasy. Semifinále se hrálo na 2 vítězné zápasy, finále se hrálo na 3 vítězné zápasy.
V tomto ročníku se systémem play-off hrálo i o další umístění. Nejprve se utkaly týmy vyřazené v 1. kole play-off, které se po 34. kole umístily nejlépe a nejhůře, a dvě mužstva "prostřední" na 2 vítězné zápasy. Vítězové těchto duelů spolu hráli o 5. – 6. místo, poražení o 7. – 8. místo, vždy na 2 vítězné zápasy. Mužstva vyřazená v semifinále spolu hrála o 3. – 4. místo na 2 vítězné zápasy.
Týmy umístěné po 34. kole na 9. – 12. místě hrály soutěž o udržení čtyřkolově systémem každý s každým. Výsledky předchozích zápasů se do soutěže nezapočítávaly, ale mužstva před zahájením získávala bodové bonifikace podle umístění po 34. kole (mužstvo na 9. místě dostalo 3 body, mužstvo na 10. místě 2 body a mužstvo na 11. místě 1 bod). Tým umístěný po takto odehraných 12 kolech na posledním místě sestupoval přímo do příslušné národní ligy.
Kvalifikace o I. ligu se hrála systémem play-off na 3 vítězné zápasy, když se spolu utkala vítězná mužstva obou národních lig:
Poldi SONP Kladno – Plastika Nitra 3:0 na zápasy (jednotlivé zápasy 5:3, 4:1, 8:3). Účast v příštím ročníku si tak vybojovalo mužstvo Poldi SONP Kladno.

## Pořadí po 34 kolech
| Poř. | Tým                     | Zápasy | Výhry | Remízy | Porážky | Skóre   | Body |
| ---- | ----------------------- | ------ | ----- | ------ | ------- | ------- | ---- |
| 1    | Tesla Pardubice         | 34     | 22    | 2      | 10      | 143:87  | 46   |
| 2    | Sparta ČKD Praha        | 34     | 17    | 7      | 10      | 115:95  | 41   |
| 3    | HC Dukla Jihlava        | 34     | 17    | 5      | 12      | 132:99  | 39   |
| 4    | VSŽ Košice              | 34     | 15    | 7      | 12      | 117:107 | 37   |
| 5    | Zetor Brno              | 34     | 15    | 6      | 13      | 94:107  | 36   |
| 6    | Motor České Budějovice  | 34     | 13    | 9      | 12      | 98:90   | 35   |
| 7    | Slovan Bratislava CHZJD | 34     | 17    | 1      | 16      | 126:140 | 35   |
| 8    | TJ Gottwaldov           | 34     | 14    | 5      | 15      | 114:107 | 33   |
| 9    | CHZ Litvínov            | 34     | 12    | 5      | 17      | 129:135 | 29   |
| 10   | Škoda Plzeň             | 34     | 11    | 6      | 17      | 109:129 | 28   |
| 11   | HK Dukla Trenčín        | 34     | 8     | 10     | 16      | 91:124  | 26   |
| 12   | TJ Vítkovice            | 34     | 9     | 5      | 20      | 104:152 | 23   |

## Play-off

### Vyřazovací boje
|  | Čtvrtfinále             | Čtvrtfinále      |                  |   | Semifinále | Semifinále |  |  | Finále | Finále |
|  |                         |                  |                  |   |            |            |  |  |        |        |
|  |                         |                  |                  |   |            |            |  |  |        |        |
|  | Tesla Pardubice         | 2                |                  |   |            |            |  |  |        |        |
|  | Tesla Pardubice         | 2                |                  |   |            |            |  |  |        |        |
|  | TJ Gottwaldov           | 0                |                  |   |            |            |  |  |        |        |
|  | TJ Gottwaldov           | 0                | Tesla Pardubice  | 2 |            |            |  |  |        |        |
|  |                         |                  | Tesla Pardubice  | 2 |            |            |  |  |        |        |
|  |                         | VSŽ Košice       | 0                |   |            |            |  |  |        |        |
|  | VSŽ Košice              | VSŽ Košice       | 0                | 2 |            |            |  |  |        |        |
|  | VSŽ Košice              |                  |                  | 2 |            |            |  |  |        |        |
|  | Zetor Brno              | 1                |                  |   |            |            |  |  |        |        |
|  | Zetor Brno              | 1                | Tesla Pardubice  | 3 |            |            |  |  |        |        |
|  |                         |                  | Tesla Pardubice  | 3 |            |            |  |  |        |        |
|  |                         | HC Dukla Jihlava | 2                |   |            |            |  |  |        |        |
|  | HC Dukla Jihlava        | HC Dukla Jihlava | 2                | 2 |            |            |  |  |        |        |
|  | HC Dukla Jihlava        |                  |                  | 2 |            |            |  |  |        |        |
|  | Motor České Budějovice  | 0                |                  |   |            |            |  |  |        |        |
|  | Motor České Budějovice  | 0                | HC Dukla Jihlava | 2 |            |            |  |  |        |        |
|  |                         |                  | HC Dukla Jihlava | 2 |            |            |  |  |        |        |
|  |                         | Sparta ČKD Praha | 0                |   |            |            |  |  |        |        |
|  | Sparta ČKD Praha        | Sparta ČKD Praha | 0                | 2 |            |            |  |  |        |        |
|  | Sparta ČKD Praha        |                  |                  | 2 |            |            |  |  |        |        |
|  | Slovan Bratislava CHZJD | 0                |                  |   |            |            |  |  |        |        |
|  | Slovan Bratislava CHZJD | 0                |                  |   |            |            |  |  |        |        |

### Čtvrtfinále
- Tesla Pardubice – TJ Gottwaldov 6:2 (4:1,1:0,1:1)
- TJ Gottwaldov – Tesla Pardubice 2:4 (0:3,1:1,1:0)
- Postupuje Tesla Pardubice 2:0 na zápasy

- Sparta ČKD Praha – Slovan Bratislava CHZJD 7:1 (2:0,2:0,3:1)
- Slovan Bratislava CHZJD – Sparta ČKD Praha 2:3 (1:1,0:0,1:2)
- Postupuje Sparta ČKD Praha 2:0 na zápasy

- HC Dukla Jihlava – Motor České Budějovice 9:3 (2:1,2:1,5:1)
- Motor České Budějovice – HC Dukla Jihlava 0:1 (0:0,0:0,0:1)
- Postupuje HC Dukla Jihlava 2:0 na zápasy

- VSŽ Košice – Zetor Brno 8:1 (1:0,2:1,5:0)
- Zetor Brno – VSŽ Košice 3:2 PP (2:1,0:1,0:0,1:0)
- VSŽ Košice – Zetor Brno 4:0 (1:0,0:0,3:0)
- Postupuje VSŽ Košice 2:1 na zápasy

### Semifinále
- Tesla Pardubice – VSŽ Košice 7:1 (0:0,5:0,2:1)
- VSŽ Košice – Tesla Pardubice 4:6 (0:1,1:2,3:3)
- Postupuje Tesla Pardubice 2:0 na zápasy

- Sparta ČKD Praha – HC Dukla Jihlava 3:4 (2:0,1:4,0:0)
- HC Dukla Jihlava – Sparta ČKD Praha 4:2 (2:1,2:0,0:1)
- Postupuje HC Dukla Jihlava 2:0 na zápasy

### Finále
- Tesla Pardubice – HC Dukla Jihlava 6:1 (1:0,1:0,4:1)
- HC Dukla Jihlava – Tesla Pardubice 6:1 (0:0,3:0,3:1)
- Tesla Pardubice – HC Dukla Jihlava 1:0 (0:0,0:0,1:0)
- HC Dukla Jihlava – Tesla Pardubice 3:2 (1:2,1:0,1:0)
- Tesla Pardubice – HC Dukla Jihlava 3:2 PP (1:2,1:0,0:0,0:0,0:0,1:0)
- Vítěz Tesla Pardubice 3:2 na zápasy

### O umístění
- Zetor Brno – TJ Gottwaldov 3:7 (1:5,2:0,0:2)
- TJ Gottwaldov – Zetor Brno 4:3 (2:0,1:2,1:1)
- Vítěz TJ Gottwaldov 2:0 na zápasy

- Motor České Budějovice – Slovan Bratislava CHZJD 4:5 (2:0,1:3,1:2)
- Slovan Bratislava CHZJD – Motor České Budějovice 4:5 (0:1,3:1,1:3)
- Motor České Budějovice – Slovan Bratislava CHZJD 2:3 (0:1,0:2,2:0)
- Vítěz Slovan Bratislava CHZJD 2:1 na zápasy

- O 7. – 8. místo Zetor Brno 2:1 na zápasy
- Zetor Brno – Motor České Budějovice 3:1 (3:0,0:1,0:0)
- Motor České Budějovice – Zetor Brno 7:3 (1:1,1:2,5:0)
- Zetor Brno – Motor České Budějovice 6:3 (1:2,1:0,4:1)

- O 5. – 6. místo Slovan Bratislava CHZJD 2:1 na zápasy
- Slovan Bratislava CHZJD – TJ Gottwaldov 4:1 (1:1,2:0,1:0)
- TJ Gottwaldov – Slovan Bratislava CHZJD 9:3 (4:0,1:1,4:2)
- Slovan Bratislava CHZJD – TJ Gottwaldov 7:4 (2:0,1:1,4:3)

- O 3. – 4. místo Sparta ČKD Praha 2:0 na zápasy
- Sparta ČKD Praha – VSŽ Košice 4:2 (2:0,1:2,1:0)
- VSŽ Košice – Sparta ČKD Praha 1:5 (1:1,0:1,0:3)

## Skupina o udržení
| Poř. | Tým              | Zápasy | Bonifikace | Skóre | Body |
| ---- | ---------------- | ------ | ---------- | ----- | ---- |
| 9    | CHZ Litvínov     | 12     | 3          | 57:56 | 16   |
| 10   | HK Dukla Trenčín | 12     | 1          | 42:37 | 14   |
| 11   | Škoda Plzeň      | 12     | 2          | 50:53 | 13   |
| 12   | TJ Vítkovice     | 12     | 0          | 49:52 | 11   |

## Nejproduktivnější hráči základní části
| Poř. | Hráč             | Mužstvo                 | Utkání | Branky | Asistence | Body |
| ---- | ---------------- | ----------------------- | ------ | ------ | --------- | ---- |
| 1    | Dušan Pašek      | Slovan Bratislava CHZJD | 32     | 18     | 27        | 45   |
| 2    | David Volek      | Sparta ČKD Praha        | 33     | 22     | 21        | 43   |
| 3    | Vladimír Růžička | CHZ Litvínov            | 32     | 24     | 15        | 39   |
| 4    | Ján Vodila       | VSŽ Košice              | 34     | 20     | 17        | 37   |
| 5    | Rostislav Vlach  | TJ Gottwaldov           | 34     | 24     | 12        | 36   |
| 6    | Jiří Hrdina      | Sparta ČKD Praha        | 31     | 18     | 18        | 36   |
| 7    | Otakar Janecký   | Tesla Pardubice         | 34     | 13     | 22        | 35   |
| 8    | Jiří Šejba       | Tesla Pardubice         | 34     | 23     | 11        | 34   |
| 9    | František Černý  | Škoda Plzeň             | 34     | 22     | 12        | 34   |
| 10   | Ján Jaško        | Slovan Bratislava CHZJD | 34     | 25     | 8         | 33   |

## Nejproduktivnější hráči play-off
| Poř. | Hráč             | Mužstvo                 | Utkání | Branky | Asistence | Body |
| ---- | ---------------- | ----------------------- | ------ | ------ | --------- | ---- |
| 1    | Jiří Lála        | Motor České Budějovice  | 8      | 6      | 6         | 12   |
| 2    | Ján Jaško        | Slovan Bratislava CHZJD | 8      | 8      | 3         | 11   |
| 3    | Dárius Rusnák    | Slovan Bratislava CHZJD | 8      | 3      | 7         | 10   |
| 4    | David Volek      | Sparta ČKD Praha        | 6      | 5      | 4         | 9    |
| 5    | Zdeněk Čech      | Tesla Pardubice         | 9      | 3      | 6         | 9    |
| 6    | Jaroslav Korbela | Motor České Budějovice  | 8      | 1      | 8         | 9    |
| 7    | Jiří Jiroutek    | Tesla Pardubice         | 9      | 6      | 2         | 8    |
| 8    | Petr Vlk         | HC Dukla Jihlava        | 9      | 5      | 3         | 8    |
| 9    | Igor Liba        | VSŽ Košice              | 5      | 4      | 4         | 8    |
| 10   | Jiří Šejba       | Tesla Pardubice         | 9      | 2      | 6         | 8    |

## Zajímavosti
- Ivan Hlinka se po půldruhé sezóně v roli trenéra CHZ Litvínov vrátil na led, když mužstvu po katastrofálním úvodu soutěže unikala účast v play-off. Tým nakonec nepostoupil, Hlinka hrál až do konce soutěže o udržení. Celkem odehrál 19 zápasů, dosáhl 23 kanadských bodů (5+18) a obdržel 12 trestných minut.
- Nejlepší střelec ročníku:  Ján Jaško – 33 gólů
- Vítěz kanadského bodování David Volek / Sparta ČKD Praha – 52 bodů (27 branek + 25 asistencí)

## Rozhodčí

### Hlavní
- Jiří Adam
- Oldřich Brada
- Stanislav Gottwald
- Ladislav Horák (1 zápas)
- Milan Jirka
- Jiří Lípa
- Tomáš Machač (1 zápas)
- Peter Peterčák
- František Pěkný
- Karel Říha
- Jiří Šrom
- Vladimír Šubrt
- Ivan Šutka
- Josef Touš (1 zápas)
- Jozef Vrábel

### Čároví
- Miloš Benek (1 zápas) -  Branislav Šulla (1 zápas)
- Ivan Beneš -  Miloš Grúň
- Ondřej Fraňo (1 zápas) -  Petr Bolina (1zápas
- Tomáš Malý -  Ivan Koval
- Jiří Brunclík -  Ladislav Rouspetr
- Roman Bucala -  Boris Janíček
- Alexander Fedoročko -  Jan Šimák
- Josef Furmánek -  Miroslav Lipina
- Jozef Kriška -  Anton Danko
- Rudolf Potsch -  Michal Unzeitig
- Mojmír Šatava -  Vítězslav Vala
- Jaroslav Beránek -  Milan Trněný
- Zdeněk Tatíček -  Pavel Šafařík
- Martin Horský -   Ján  Rychlík
- Milan Duba -  Zdeněk Novák